# Patrick Mafisango
Patrick Mutesa Mafisango (Kinshasa, 9 maart 1980 – Dar es Salaam, 17 mei 2012) was een Rwandees voetballer die als middenvelder speelde.
Mafisango kwam uit voor TP Mazembe, APR FC, ATRACO FC, Azam FC en Simba SC in Congo, Rwanda en Tanzania. Vanaf 2006 speelde hij 23 wedstrijden voor het Rwandees voetbalelftal waarin hij twee doelpunten maakte. Hij overleed op 17 mei 2012 bij een auto-ongeluk in Dar es Salaam. Zijn Oegandese teamgenoot bij Simba, Emmanuel Okwi, overleefde het ongeluk.